# 94 Dywizja Piechoty (III Rzesza)
94 Dywizja Piechoty (niem. 94. Infanterie-Division) – niemiecka dywizja, uczestniczyła w agresji na Francję w 1940 i ataku na Związek Radziecki w 1941. Zniszczona w Stalingradzie.

## Formowanie i walki
Sformowana na mocy rozkazu z 18 września 1939, w 5. fali mobilizacyjnej na poligonie Zeithein w IV Okręgu Wojskowym. Brała udział w walkach we Francji. Po marszach i walkach przeciw Armii Czerwonej dotarła do Stalingradu. W kotle stalingradzkim powierzono jej północny odcinek frontu. Zniszczona została w styczniu 1943. Dowodzący dywizją gen. por. Pfeiffer został ewakułowany z kotła.

## Dowódcy dywizji
- gen. Hellmuth Volkmann 25 IX 1939 – 21 VII 1940;
- gen. por. Pfeiffer 21 VII 1940 – 2 I 1943[1];

## Struktura organizacyjna
Skład we wrześniu 1939
267., 274. i 276. pułk piechoty, 194. pułk artylerii, 194. batalion pionierów (saperów), 194. oddział rozpoznawczy, 194. oddział przeciwpancerny, 194. oddział łączności, 194. polowy batalion zapasowy;
Skład w marcu 1943
267., 274. i 276. pułk grenadierów, 194. pułk artylerii, 194. batalion pionierów, 94. dywizyjny batalion fizylierów, 194. oddział przeciwpancerny, 194. oddział łączności, 194. polowy batalion zapasowy.